# 吳德新
吴德新（？—1850年 ），字广业，直隶东明县（今属山东省）人。清朝武将。
吴德新身材魁伟，谙习骑射，极慕名将霍去病、常遇春之为人。道光二十年（1840年）以武生中式庚子科武举，道光二十五年（1845年）乙巳科会元，殿试联捷一甲第一名武进士（武状元），赐一等侍卫。太平天国兴起后，奉命围剿有功，以副将记名。道光三十年（1850年），率军镇压苗民起事，单骑首冲敌阵，堕江而死。朝廷赏二品顶戴，赐恤。